# Dãy núi Akaishi
Dãy núi Akaishi tức Akaishi Mountains (赤石山脈 Akaishi Sanmyaku) (âm Hán-Việt: Xích Thạch sơn mạch) là một dãy núi ở trung phần đảo Honshū, Nhật Bản, thuộc ba huyện Nagano, Yamanashi và Shizuoka. Dãy núi này còn có tên là núi Nam Alps (南アルプス Minami Arupusu), tiếp nối Dãy núi Hida ("Bắc Alps") và Kiso ("Trung Alps"). Cả ba gom lại có tên chung là Alps Nhật Bản.

## Địa lý
Địa danh Akaishi (赤石 Xích Thạch) có nghĩa là "đá đỏ" vì khu vực đó sắc đá màu son. Xuất phát từ vùng núi này là sông Akaishi, phụ lưu của sông Ōi (大井川: Đại Tỉnh xuyên) chảy rút về phía nam. Dãy Akaishi có 8 ngọn núi cao hơn 3000 thước, cao nhất là đỉnh Kita đo được 3193 thước.